# Šárka Melichárková
Šárka Melichárková est une joueuse volley-ball tchèque, née le 8 juin 1990 à Brno. Elle mesure 1,83 m et joue au poste de libero. Elle totalise 2 sélections en équipe de République tchèque.

## Clubs
| Club               | De        | À         |
| ------------------ | --------- | --------- |
| VK Královo Pole    | 2007-2008 | 2011-2012 |
| VK AGEL Prostějov  | 2012-2013 | 2012-2013 |
| VK SG Brno         | 2014-2015 | 2014-2015 |
| VK Královo Pole    | 2015-2016 | 2015-2016 |
| SVS Post Schwechat | 2016-2017 | …         |

## Palmarès
- Championnat de République tchèque
  - Vainqueur : 2013.
  - Finaliste : 2009, 2010.
- Coupe de République tchèque
  - Vainqueur : 2013.
  - Finaliste : 2010.
- Championnat d'Autriche
  - Vainqueur : 2017.